# Abram Matveevič Room
Abram Matveevič Room (in russo Абрам Матвеевич Роом?; Vilnius, 28 giugno 1894 – Mosca, 26 luglio 1976) è stato un regista sovietico.

## Biografia
Esordì nel 1924 con un cortometraggio di propaganda per la lotta contro l'alcolismo e realizzò le sue opere migliori nell'ultimo periodo del cinema muto affrontando problemi di attualità, come il disordine sessuale dell'ambiente piccolo borghese in Letto e divano (Tret'ja Meščanskaja, Terza Meščanskaja, una via di Mosca, ma noto anche con i titoli L'amore a tre e Tre in un sottosuolo), e la vita matrimoniale degli operai in Uchaby (Le asperità della strada), entrambi del 1927.
A questo periodo appartiene anche Prividenie, kotoroe ne vozvraščaetsja (Un fantasma che non ritorna, del 1929), considerato dalla critica come il miglior film di Room.
Molto attente alle innovazioni tecniche e stilistiche, le successive opere di Room tradiscono, tuttavia, una stretta soggezione alle esigenze della propaganda politica:
- Ėskadril'ja N.5 - Squadriglia N.5, del 1941;
- Nasestvie - L'invasione, del 1945;
- Sud česti - Il tribunale dell'onore, del 1948;
- Serdce b'etsja vnov' - Il cuore batte di nuovo, del 1956.

## Filmografia parziale
- Evrei na zemle (1927)
- Letto e divano (Третья Мещанская, Tret'ja Meščanskaja) (1927)
- Prividenie, kotoroe ne vozvraščaetsja (1929)
- Strogij junoša (1936)
- L'invasione (1944)
- V gorach Jugoslavii (1946)
- Škola zloslovija (1952)
- Serebristaja pyl' (1953)
- Granatovyj braslet (1964)
- Cvety zapozdalye (1970)
- Preždevremennyj čelovek (1971)